# Gramsdale
Gramsdale, auch Gramisdale, schottisch-gälisch: Gramasdal, ist eine kleine, ländliche Streusiedlung an der Nordküste der schottischen Hebrideninsel Benbecula. Sie liegt an der A865, der bedeutendsten Straße auf Benbecula, etwa vier Kilometer östlich des Hauptortes Balivanich und einen Kilometer südwestlich des North Ford Causeway, ein Damm, der Benbecula mit der nordöstlich gelegenen Insel Grimsay verbindet.